# Bobigny
Bobigny è un comune francese di 48 873 abitanti capoluogo del dipartimento della Senna-Saint-Denis nella regione dell'Île-de-France.
I suoi abitanti si chiamano Balbyniens.

## Società

### Evoluzione demografica
Abitanti censiti

## Infrastrutture e trasporti
Bobigny è servita dalle stazioni Bobigny - Pantin - Raymond Queneau e Bobigny - Pablo Picasso della linea 5 della metropolitana di Parigi. 

## Amministrazione

### Gemellaggi
- Potsdam, dal 1974
- Serpuchov